# Middenbeemster
Middenbeemster – miasto w gminie Beemster, w prowincji Holandia Północna, w Holandii. Według danych na rok 2018 miasto zamieszkiwało 4160 osób, a gęstość zaludnienia wyniosła 3288 os./km².

## Klimat
Klimat jest umiarkowany. Średnia temperatura wynosi 8 °C. Najcieplejszym miesiącem jest lipiec (18 °C), a najzimniejszym miesiącem jest luty (0 °C).